# E스포츠 월드컵
e스포츠 월드컵(EWC)은 비영리 단체인 e스포츠 월드컵 재단이 매년 주최하는 국제 e스포츠 토너먼트 시리즈다. 총 상금액과 참가 게임 종목 수 면에서 세계 최대의 프로 e스포츠 행사로 평가받으며, 개별 토너먼트 상금, 대회 참가 팀 보상, 최우수 선수 상, 클럽 챔피언십 등을 포함하여 US$62.5 million가 수여된다. 2025년 대회에는 25개 이상의 게임 종목과 28개 클럽 팀이 참가한다. 토너먼트는 매년 7월부터 8월까지 사우디아라비아, 리야드에서 개최된다.
e스포츠 월드컵은 원래 코로나19 범유행 대응에 참여한 자선 단체를 지원했던 사우디 아라비아 전자 및 지적 스포츠 연맹 (SAFEIS, 이후 e스포츠는 사우디 e스포츠 연맹으로 분리됨)이 주최한 자선 e스포츠 토너먼트 시리즈인 게이머스 위드아웃 보더스(Gamers Without Borders, GWB)에서 시작되었다. 2022년, SEF는 리야드의 불러바드 시티에서 8주간 진행되는 게임 및 e스포츠 페스티벌인 게이머스8을 시작했으며, 게이머스 위드아웃 보더스는 대부분의 종목에서 게이머스8의 예선 시리즈 역할을 했다. 2023년, 게이머스8은 EA 스포츠가 발행한 FIFA 비디오 게임 시리즈에서 개최된 마지막 FIFA e월드컵을 주최했으며, 최고 성능을 보인 e스포츠 클럽에 상금을 수여하는 US$5 million 규모의 크로스 게임 대회인 클럽 어워드를 도입했다.
2023년 9월, EWC와 그 이름을 딴 재단은 왕세자 무함마드 빈 살만에 의해 공식적으로 설립되었으며, 이듬해에 게이머스8의 후속으로 첫 e스포츠 월드컵이 개최되었다. 토너먼트 시리즈는 대부분의 주요 e스포츠 종목이 참가하며 범위가 크게 확장되었다. 또한, 클럽 어워드는 클럽 챔피언을 선정하기 위해 참가 조직(EWC에서는 "클럽"으로 알려짐)의 개별 게임 결과를 통합하는 더 큰 규모의 US$20 million 크로스 게임 대회인 클럽 챔피언십으로 대체되었다. 첫 번째 대회는 사우디아라비아의 팀 팔콘스가 우승했다. e스포츠 클럽은 클럽 지원 프로그램(이후 클럽 파트너 프로그램)을 통해 재정적 인센티브도 받았다.
2025년, EWC는 US$70 million+ 규모의 상금 풀을 구성하는 시리즈의 확대의 일환으로 체스를 라인업에 추가했으며, 망누스 칼센이 EWC의 공식 체스 홍보대사로 활동한다.
EWC는 사우디아라비아 왕국이 수많은 인권 침해로부터 e스포츠 커뮤니티의 시선을 돌리기 위한 스포츠워싱 도구로 사용되고 있다는 비판을 받아왔다. 비평가들은 국가의 성소수자 권리, 여성 인권 및 반대 의견 처리에 대한 입장에 주목했다.

## 배경

### 게이머스 위드아웃 보더스
2020년 4월, 사우디 아라비아 전자 및 지적 스포츠 연맹 (SAFEIS)은 당시 진행 중이던 코로나19 범유행에 대응하는 단체들을 지원하기 위해 고안된 7주간의 e스포츠 토너먼트 시리즈인 게이머스 위드아웃 보더스(GWB)를 발표했다. 첫 GWB는 US$10 million의 상금 풀을 자랑했으며, 참가 팀들은 자신들의 상금을 기부할 자선 단체를 선택했다. 2020년 게이머스 위드아웃 보더스에 참가한 종목에는 도타 2, 포트나이트, FIFA 20, 배틀그라운드 모바일, 레인보우 식스 시즈 및 로켓 리그가 포함되었으며, 모든 대회는 온라인으로 진행되었고 팬데믹으로 인한 여행 제한으로 인해 대부분 지역별로 분할되었다.
GWB는 2021년에도 독립적인 행사로 두 번째 대회를 개최했으며, 역시 US$10 million의 상금 풀을 제공했고, 기부금은 주로 코로나19 백신 보급에 중점을 두었다. 이는 SAFEIS의 e스포츠 부문이 분리되어 사우디 e스포츠 연맹이 된 후에 일어났다.

### 게이머스8
2022년, 사우디 e스포츠 연맹은 수도 리야드의 불러바드 시티에서 대면 게임 및 e스포츠 페스티벌인 게이머스8을 시작했다. 8주간 진행된 첫 대회에는 음악 공연과 함께 도타 2 (리야드 마스터즈로 알려짐), 포트나이트, 배틀그라운드 모바일, 레인보우 식스 시즈 및 로켓 리그 토너먼트가 포함되었으며, 총 상금은 US$15 million이었다. 게이머스 위드아웃 보더스도 그해 다시 열려 참가 종목의 게이머스8 예선 시리즈 역할을 했고 여전히 US$15 million를 자선 단체에 기부했다.
2022년 9월, 사우디아라비아는 왕세자 무함마드 빈 살만이 이끄는 전략 계획인 사우디아라비아 비전 2030에 따라 2030년까지 자국을 비디오 게임 산업의 글로벌 중심으로 만들고 사우디 경제를 다각화하며 일자리 창출 및 석유 의존도를 줄이는 것을 목표로 하는 국가 게임 및 e스포츠 전략(NGES)을 발표했다. NGES는 기술 및 하드웨어 개발, 게임 생산, e스포츠, 추가 서비스, 인프라, 규제, 교육 및 인재 확보의 8가지 중점 분야에 걸쳐 86개의 이니셔티브를 포함한다. 사우디 정부의 목표에는 국내 스튜디오에서 30개 이상의 경쟁 게임을 생산하고, 이 분야에서 39,000개 이상의 새로운 일자리를 창출하며, 프로 e스포츠 선수 수에서 상위 3개국 중 하나가 되는 것이 포함된다.
게이머스8은 2023년에 "영웅들의 땅"이라는 부제로 돌아왔다. 이 대회에는 철권 7과 카운터-스트라이크 2와 같은 15개의 e스포츠 종목이 경쟁에 추가되었다. 특히 게이머스8은 비디오 게임 FIFA 23으로 진행된 2023년 FIFA e월드컵과 FIFA e네이션스컵 및 FIFAe 클럽 월드컵을 주최했다. 네덜란드 게이머 마누엘 "ManuBachoore" 바호르가 우승한 2023년 FIFA e월드컵은 FIFA 비디오 게임 시리즈에서 개최된 마지막 FIFA e월드컵이 될 것이었다. 왜냐하면 축구 관리 기관이 대회 이후 EA와의 관계를 종료했기 때문이다. 전체적으로 게이머스8 2023은 당시 기록적인 US$45 million USD의 총 상금 풀을 자랑했으며, 디 인터내셔널 도타 2 토너먼트의 2021년 대회를 제치고 e스포츠 역사상 가장 큰 상금 풀을 기록했다. 리야드 마스터즈 2023 도타 토너먼트는 단독으로 US$20 million의 상금 풀을 제공했다.
상금 풀의 일환으로 게이머스8 2023은 US$5 million 규모의 크로스 게임 대회인 클럽 어워드를 도입했는데, 팀들은 행사에서 진행된 특정 토너먼트에서 상위 8위 안에 들면 포인트를 획득했다. 클럽 어워드에 참가하려면 팀은 두 개 이상의 자격 있는 토너먼트에서 포인트를 획득해야 했고, 상위 8개 팀만이 상금을 획득했다. 2023년 게이머스8 클럽 어워드는 사우디아라비아 조직인 트위스티드 마인즈가 우승했다.

### e스포츠 월드컵

#### 2024년
기존 NGES에 따라 사우디아라비아는 2023년 10월 게이머스8의 후속작으로 e스포츠 월드컵을 발표했다. 이 발표는 고위 정부 관료와 스포츠, 게임, e스포츠 분야의 주요 인물들이 참석한 왕국의 "새로운 글로벌 스포츠 컨퍼런스"에서 나왔다. 왕세자 무함마드 빈 살만은 발표에서 "e스포츠 월드컵은 사우디아라비아가 게임 및 e스포츠의 최고 글로벌 허브가 되기 위한 여정의 자연스러운 다음 단계이며, 업계의 한계를 뛰어넘는 비할 데 없는 e스포츠 경험을 제공할 것이다. 이 대회는 경제 다각화, 관광 부문 성장, 다양한 산업 분야의 새로운 일자리 창출, 시민, 거주자 및 방문객 모두에게 세계적 수준의 엔터테인먼트 제공이라는 비전 2030 목표를 실현하기 위한 우리의 진전을 강화할 것이다."라고 말했다. EWC의 운영은 사우디 e스포츠 연맹에서 사우디아라비아의 공공 투자 기금이 자금을 지원하는 새로 설립된 e스포츠 월드컵 재단으로 이전되었다.
e스포츠 월드컵 발표의 일환으로 재단이 일렉트로닉 스포츠 월드컵 (ESWC) 브랜딩을 구매했다는 사실이 밝혀졌다. e스포츠 월드컵은 발표 후 ESWC라는 약어를 잠시 사용했지만, 현재는 EWC로 변경하여 ESWC 브랜드 인수가 두 단체 간의 혼동을 피하기 위한 순수한 목적임을 시사한다.
게이머스8과 마찬가지로 e스포츠 월드컵은 리야드의 불러바드 시티에서 개최되었으며, 대부분의 행사는 4개의 별도 e스포츠 경기장을 갖춘 645,000 제곱피트 (59,900 m2) 규모의 경기장에서 진행되었다: SEF 아레나 (스폰서십 목적으로 키디야 아레나로 알려짐), 5V5 아레나 (스폰서십 목적으로 아마존 아레나로 알려짐), BR 아레나 (스폰서십 목적으로 stc 아레나로 알려짐) 및 리야드 페스티벌. 또한 불러바드 시티에 위치한 stc 플레이 게이밍 홀에서는 일부 게임의 라스트 찬스 예선과 스트리노바 및 발로란트와 같은 종목의 사이드 토너먼트가 개최되었다.
2024년 e스포츠 월드컵은 당시 e스포츠 역사상 가장 큰 총 상금 풀을 자랑했으며, e스포츠 팀과 조직은 총 US$62.5 million (US$60 million+로 홍보되고 "인생을 바꾸는 상금"이라는 슬로건이 붙었음)을 놓고 경쟁했다. 여기에는 메인 토너먼트, 예선, MVP 상 및 게이머스8 클럽 어워드의 후속인 클럽 챔피언십이 포함되었다. 클럽 챔피언십은 토너먼트 전반에 걸쳐 다양한 게임에서 전체적인 성적에 따라 결정된 상위 16개 조직("클럽")에 US$20 million를 지급했다. 클럽 어워드와 동일한 예선 메커니즘이 유지되었지만, 클럽 챔피언십은 EWC에서 최소 한 번의 자격 있는 토너먼트에서 우승한 최고의 조직만이 우승할 수 있었다. 실제로는 퓨리아 e스포츠와 웨이보 게이밍 간의 16위 동점으로 인해 17개 조직이 클럽 챔피언십에서 상금을 받았다. 1위 아래의 동점은 해결되지 않았고 상금은 동점 클럽 간에 분할되었다.
또한, 30개의 최고 e스포츠 조직은 클럽 지원 프로그램(Club Support Program)을 통해 e스포츠 월드컵 참가 비용을 지급받았다. 이 프로그램은 이들 조직에 상당한 재정적 지원을 제공하기 위해 고안되었다. 이 프로그램을 통해 선정된 팀들은 운영을 강화하기 위한 연간 재정 지원과 e스포츠 월드컵에 참가하는 e스포츠에 진입하기 위한 일회성 현금 지원을 받았다. 일부에서는 새로운 e스포츠에 진입하기 위한 지원금이 팀 리퀴드와 같은 조직이 스타크래프트 II 및 모바일 레전드: 뱅뱅과 같은 종목에 참가할 수 있었던 방법이라고 추측한다.
총 21개 종목에서 22개 토너먼트가 클럽 챔피언십의 일환으로 진행되었다. 새로운 토너먼트에는 모바일 레전드: 뱅뱅의 미드시즌 컵과 여성 인비테이셔널, 왕자영요 인비테이셔널 미드시즌, 리그 오브 레전드 및 콜 오브 듀티: 모던 워페어 III 토너먼트 등이 포함되었다. 클럽 챔피언십은 사우디 조직인 팀 팔콘스가 우승했다.

#### 2025년
2024년 e스포츠 월드컵 종료 시점에 2025년 대회가 그해 7월에서 8월 사이에 개최될 것이라고 발표되었으며, 이후 2025년 7월 7일부터 8월 24일까지 진행되는 것으로 확정되었다. 이는 게이머스8의 두 대회와 첫 EWC보다 일주일 짧다.
2025년 e스포츠 월드컵 기간 동안 총 25개의 클럽 챔피언십 자격 토너먼트가 개최될 예정이며, 작년에 참가했던 포트나이트만 돌아오지 않는다. e스포츠 월드컵에 새로 추가된 게임에는 크로스파이어와 발로란트(라이엇 게임즈와의 3년 계약의 일환), 그리고 체스가 포함된다. 체스는 주로 물리적인 보드 게임이지만, Chess.com과 같은 디지털 버전은 e스포츠 월드컵 재단에 의해 e스포츠로 간주된다. 노르웨이의 그랜드마스터 망누스 칼센은 2024년 12월 체스가 EWC에 포함될 것이라고 발표되었을 때 e스포츠 월드컵의 공식 체스 홍보대사로 임명되었다. 클럽 지원 프로그램도 40개 조직으로 확장되었고 클럽 파트너 프로그램으로 이름이 변경되었으며, 이 메커니즘을 통해 총 US$20 million가 클럽에 직접 지급된다.
이번 e스포츠 월드컵은 MVP 상과 예선 토너먼트를 포함하여 총 상금 풀이 US$70 million 이상으로 확대되었다. 이 중 US$27 million는 클럽 챔피언십에 할당될 예정이다.

## 형식

### 예선
팀은 해당 게임에 따라 여러 메커니즘을 통해 e스포츠 월드컵에 참가한다. 대부분의 종목은 지역 리그와 토너먼트를 통해 팀과 선수를 선발한다. 예를 들어, 오버워치 2 토너먼트의 대부분 팀은 오버워치 챔피언스 시리즈 (OWCS) 지역 리그의 두 번째 스플릿(북미, EMEA, 중국, 태평양, 한국, 일본)에서 최고의 팀 중 하나로 마무리하여 자격을 얻는다. 다른 토너먼트는 2024년 리그 오브 레전드 토너먼트와 같이 팀을 초대하여 경쟁시킨다(참가 팀 모두가 그해 미드 시즌 인비테이셔널에 참가했음에도 불구하고). 2025년 e스포츠 월드컵 이후로는 일부 종목에서 전년도 챔피언이 자동으로 대회에 참가하게 된다. 격투 게임, EA 스포츠 FC, 체스 등은 stc 플레이 게이밍 홀에서 라스트 찬스 예선(LCQs)이 개최되며, 모든 참가 의향이 있는 선수에게 개방되며 상위 참가자가 각 e스포츠 월드컵 토너먼트에 참가한다.
2025년부터 아시안 챔피언스 리그(ACL, 아시아 축구 연맹 (AFC)의 국내 클럽 대회와 혼동하지 말 것)는 e스포츠 월드컵의 여러 종목에서 아시아 특정 예선 역할을 해왔다. 예를 들어, 카운터-스트라이크 2에서는 ACL 우승팀이 e스포츠 월드컵 토너먼트에 진출하며, 나머지 15개 자리는 Valve의 독점 지역 순위에 따라 초청된다. ACL은 히어로 e스포츠(이전 VSPO)가 운영하며, 그랜드 파이널은 드림핵 상하이의 일부이기도 하다.

### 클럽 챔피언십
클럽 챔피언십은 e스포츠 월드컵 내의 크로스 게임 대회다. 토너먼트 전반에 걸쳐 다양한 게임에서 전체적인 성적에 따라 결정된 상위 클럽(EWC에서는 "조직" 대신 사용)에게 상금 풀의 일부가 지급된다. 2024년에는 클럽 챔피언십의 상위 16개 클럽이 상금을 받을 수 있었다. 클럽 챔피언십에 참가하려면 클럽은 최소 두 개 대회에서 상위 8위 안에 들어야 했고, 챔피언십 타이틀을 획득하려면 클럽은 최소 한 개 대회에서 1위를 차지해야 했다. 해당 조직의 일원으로 공개적으로 발표된 참가자만이 클럽에 포인트를 획득할 수 있었다. 아래는 2024년 개별 게임 챔피언십 순위에 따라 부여된 포인트 내역이다.
| Pos. | 포인트 |   | Pos. | 포인트 |
| 1    | 1000   | 5 | 110  |        |
| 2    | 600    | 6 | 70   |        |
| 3    | 350    | 7 | 40   |        |
| 4    | 200    | 8 | 20   |        |

### 클럽 파트너 프로그램
e스포츠 월드컵 재단의 클럽 파트너 프로그램(이전에는 클럽 지원 프로그램, 초기에는 클럽 프로그램)은 선정된 e스포츠 조직에 상당한 재정적 지원을 제공하기 위해 고안된 이니셔티브이다. 이 프로그램을 통해 선정된 팀들은 운영을 강화하고 프로 선수들에게 더 많은 기회를 제공하기 위해 연간 재정 지원을 받았다. 2024년에는 30개, 2025년에는 40개의 e스포츠 조직이 과거 경쟁 성과, 미래 전략, 팬 참여 접근 방식을 기준으로 클럽 지원 프로그램에 선정되었다. EWC의 다른 모든 참가자와 마찬가지로 클럽 파트너 프로그램의 회원들은 각 게임 이벤트와 클럽 챔피언십에 대한 자격을 획득해야 했지만, 자격 상태에 관계없이 연간 재정적 보상을 받을 수 있었으며, 특히 e스포츠 월드컵에 참가한 새로운 e스포츠에 진입하려는 조직에게는 일회성 지급도 가능했다. 보상은 각 회원의 EWC 시청률 및 팬 참여를 높이는 능력에 따라 결정되었다.

## 주요 게임
2024년 대회에서는 22개 비디오 게임 종목에서 23개 이벤트가 진행되었다. 2025년에는 이벤트 수가 26개로, 게임 수는 25개로 늘어날 예정이다. 2025년 현재, 모바일 레전드: 뱅뱅만이 남성 및 여성 부문에서 한 해에 여러 이벤트를 개최한 유일한 게임이다. 일부 이벤트는 PUBG 모바일 월드컵 및 왕자영요 월드컵과 같이 EWC의 일부로 개최되는 반면, 스트리노바 및 나라카: 블레이드포인트와 같이 클럽 챔피언십과 관련 없는 이벤트도 있다.
| 게임/시리즈                   | 게임/시리즈                   | G8 2022 | G8 2023 | 2024 | 2025 | 2026 | 2027 |
| ----------------------------- | ----------------------------- | ------- | ------- | ---- | ---- | ---- | ---- |
| 에이펙스 레전드               | 에이펙스 레전드               |         |         | OK   | OK   |      |      |
| 콜 오브 듀티                  | 콜 오브 듀티                  |         |         | OK   | OK   | OK   | OK   |
| 콜 오브 듀티: 워존            | 콜 오브 듀티: 워존            |         |         | OK   | OK   | OK   | OK   |
| 체스                          | 체스                          |         |         |      | OK   |      |      |
| 카운터-스트라이크 시리즈      | 카운터-스트라이크 시리즈      |         | OK      | OK   | OK   | OK   | OK   |
| 크로스파이어                  | 크로스파이어                  |         |         |      | OK   |      |      |
| 도타 2                        | 도타 2                        | OK      | OK      | OK   | OK   | OK   |      |
| FIFA/EA 스포츠 FC             | FIFA/EA 스포츠 FC             |         | OK      | OK   | OK   |      |      |
| 아랑전설: 시티 오브 더 울브스 | 아랑전설: 시티 오브 더 울브스 |         |         |      | OK   | OK   | OK   |
| 포트나이트                    | 포트나이트                    | OK      | OK      | OK   |      |      |      |
| 프리 파이어                   | 프리 파이어                   |         |         | OK   | OK   | OK   |      |
| GeoGuessr                     | GeoGuessr                     |         |         |      | ✘    |      |      |
| 왕자영요                      | 왕자영요                      |         |         | OK   | OK   | OK   |      |
| 리그 오브 레전드              | 리그 오브 레전드              |         |         | OK   | OK   | OK   | OK   |
| 모바일 레전드: 뱅뱅           | 남성                          |         |         | OK   | OK   | OK   |      |
| 모바일 레전드: 뱅뱅           | 여성                          |         |         | OK   | OK   | OK   |      |
| 나라카: 블레이드포인트        | 나라카: 블레이드포인트        |         |         |      | OK   |      |      |
| 오버워치 2                    | 오버워치 2                    |         |         | OK   | OK   | OK   |      |
| PUBG: 배틀그라운드            | PUBG: 배틀그라운드            |         | OK      | OK   | OK   | OK   |      |
| 배틀그라운드 모바일           | 배틀그라운드 모바일           | OK      | OK      | OK   | OK   | OK   |      |
| 레인보우 식스 시즈            | 레인보우 식스 시즈            | OK      | OK      | OK   | OK   | OK   |      |
| Rennsport                     | Rennsport                     |         | OK      | OK   | OK   | OK   |      |
| 로켓 리그                     | 로켓 리그                     | OK      | OK      | OK   | OK   |      |      |
| 스타크래프트 II               | 스타크래프트 II               |         | OK      | OK   | OK   |      |      |
| 스트리트 파이터 6             | 스트리트 파이터 6             |         | OK      | OK   | OK   | OK   | OK   |
| Strinova                      | Strinova                      |         |         | OK   |      |      |      |
| 전략적 팀 전투                | 전략적 팀 전투                |         |         | OK   | OK   | OK   | OK   |
| 철권 시리즈                   | 철권 시리즈                   |         | OK      | OK   | OK   | OK   |      |
| 발로란트                      | 발로란트                      |         |         |      | OK   | OK   | OK   |
| 총 이벤트 수                  | 총 이벤트 수                  | 5       | 12      | 23   | 26   | >19  | >8   |
| 총 게임 수                    | 총 게임 수                    | 5       | 12      | 22   | 25   | >18  | >8   |

## 트로피
클럽 챔피언십에 사용되는 첫 e스포츠 월드컵 트로피는 2024년 리야드에서 공식적으로 공개되었지만, EWC가 공식적으로 발표된 2023년에 이미 전시된 바 있다. 이 트로피는 런던 실버스미스 토마스 라이트가 디자인하고 제작했다. 높이 60cm로, 9kg 이상의 스털링 실버로 만들어졌다.
토마스 라이트는 원래 트로피에 대한 10가지 컨셉 아이디어를 디자인했다. 최종 디자인은 게임 컨트롤러 버튼에서 영감을 받은 얽힌 삼각형과 같은 여러 특징을 포함한다. 줄기는 3D 프린팅 모델로 주조되었으며, 사우디아라비아의 상징인 야자수 줄기를 닮았다. 트로피 상단에는 왕관이 놓여 있다. 트로피의 손잡이는 압축된 컴퓨터 배선처럼 보이도록 제작되었다. e스포츠 월드컵 트로피는 여러 섹션으로 주조되었으며, 각 섹션은 줄질, 연마 및 24캐럿 금 도금되었다.
e스포츠 월드컵의 각 참가자는 개인화된 삼각형 키를 가지고 있다. 이 키는 우승 시 각 게임 트로피에 삽입된다. 키의 프레임은 토템에 놓이게 된다. 토템은 e스포츠 월드컵의 역사를 기록하는 리야드에 전시된 물리적인 블록이다. 그러나 선수가(또는 팀이) 토너먼트에서 탈락하면 키를 반납해야 하며, 그 키는 부서져 레진으로 봉인되어 토템의 바닥에 던져진다. 각 게임의 챔피언은 토템 바닥 대신 자신의 게임 트로피 바닥에 세 명의 상대방 키를 봉인할 수 있다.

## 반응 및 논란
e스포츠 월드컵의 발표는 사우디아라비아의 인권 기록과 리브 골프 및 사우디 프로페셔널리그와 같은 다른 사우디아라비아 스포츠 투자와 다르지 않은 방식으로 토너먼트가 스포츠워싱에 사용된다는 우려로 인해 엇갈린 반응을 얻었다. 사우디아라비아의 e스포츠 현장에 대한 막대한 투자(수십억 달러에 달함)는 국내 산업의 급속한 확장을 이끌었다. 그러나 이러한 발전은 성소수자 권리, 여성 인권, 그리고 반대 의견 처리에 대한 국제적인 감시가 계속되는 상황에서 이루어졌다.
2024년 6월, 팀 리퀴드는 e스포츠 월드컵에서 프라이드에서 영감을 받은 유니폼을 입을 의사를 발표했고 허락을 받았다. 2024년 4월에 발행된 기사에서 미국 뉴스 채널 CNN은 게임 개발사의 대규모 해고와 프로 e스포츠 리그의 수익 감소 이후 EWC가 "업계의 중추적인 순간"이 될 수 있다고 설명했다. 또한 이 기사는 이 행사가 스포츠워싱 의혹 속에서 사우디아라비아의 스포츠, 미디어, 엔터테인먼트에 대한 광범위한 투자의 일환이라고 언급했다.
사우디아라비아의 명성 때문에 여러 팀과 선수들이 두 토너먼트 시리즈 모두에 참가하지 않기로 결정했다. 게이머스8 2022 로켓 리그 토너먼트 일주일 전, 모이스트 e스포츠는 대회에서 기권했다. 팀의 매니저인 노아 "노아" 힌더는 "성소수자(LGBTQ+)를 인간으로 인정하지 않는 나라와 연관되지 않을 것"이며 "돈보다 나의 도덕과 신념을 우선시하는 것이 중요하다"고 밝혔다. 마찬가지로, 엑스 오블리비언은 2024년 e스포츠 월드컵 오버워치 2 토너먼트에서 자격을 획득했더라도 참가하지 않기로 결정했는데, 이는 모든 커뮤니티 구성원에게 필요한 접근성이 부족하고 팬들이 자신들과 함께 이벤트에 참여하는 것이 배제될 가능성에 대한 우려를 표명했다. 2025년에는 과거 게이머스8 및 EWC 토너먼트 참가를 거부했던 크리스토퍼 "ChrisCCH" 핸콕이 SFL 월드 챔피언십에 참가하여 자격을 획득한 후 그해 스트리트 파이터 6 토너먼트 참가를 거부했다. 그는 EWC가 자금을 조달하고 관리되는 방식과 캡콤 프로 투어가 e스포츠 월드컵과 통합되어 EWC 예선에 참가하지 않는 것이 게임에서 은퇴하는 것과 같다는 점을 언급했다.
2025년 5월, 커뮤니티 구성원들이 조직한 "모든 주요 세계 지도"에 대한 광범위한 시위와 블랙아웃의 결과로, 다가오는 e스포츠 지오게스r는 그해 말 리야드에서 열릴 예정이었던 첫 번째 쇼케이스에서 철수했다. EWC는 불과 일주일 전에 지오게스r의 참가를 발표했었다. 게임 내 지도를 제작하는 커뮤니티 제작자들은 자신들의 주장에 따르면 "가장 인기 있는 경쟁 관련 세계 지도의 대다수"가 집단적으로 지도를 "플레이 불가능"하게 만들어 웹사이트에서 훈련 및 경쟁을 효과적으로 비활성화했다. 지도 제작자들은 스포츠워싱 의혹과 커뮤니티의 많은 구성원이 "사우디아라비아에 살면 혹독한 박해를 받을 것"이라는 점, 그리고 EWC의 경우가 "단순히 불행한 토너먼트 장소가 아니라 정부 자체"의 행사라는 점을 강조하며 "인권으로 장난치지 마라"고 끝맺었다. e스포츠 미디어 회사 핫스폰의 데이비드 쉬는 지오게스r이 "깊이 커뮤니티 중심적인 몇 안 되는 게임 중 하나"라고 언급했다. 엄청난 지지 속에서 공식 지오게스r 디스코드 서버는 EWC 철수 요구를 반복하는 수백 개의 메시지로 넘쳐났다. 가장 큰 지오게스r 조직 커뮤니티 중 하나인 플롱크 잇(Plonk It)은 자신들의 제스처로 운동에 동참했다. 시위 시작 후 24시간도 채 되지 않아 지오게스r는 EWC에서 철수한다고 발표했다.

## 같이 보기
- 올림픽 e스포츠 시리즈
- E스포츠 월드컵
- 월드 사이버 게임즈
- e스포츠 리그 및 토너먼트 목록
- e스포츠 게임 목록
- 사우디아라비아의 스포츠

## 내용주
1. ↑  EWC는 여러 게임에 걸쳐 총 상금액이 가장 크지만, 개별 게임 상금은 디 인터내셔널 (도타 2), 리그 오브 레전드 월드 챔피언십 또는 포트나이트 월드컵과 같은 일부 단일 타이틀 이벤트보다 적다.
2. ↑  동점 처리 없는 이벤트의 경우, 3~4위는 275점, 5~6위는 90점, 5~8위는 60점, 그리고/또는 7~8위는 30점을 받는다.[19]
3. ↑  에이펙스 레전드 글로벌 시리즈 (ALGS) 미드시즌 플레이오프로 진행될 예정.
4. ↑  콜 오브 듀티: 모던 워페어 III로 진행.
5. ↑  콜 오브 듀티: 블랙 옵스 6로 진행될 예정.
6. ↑  콜 오브 듀티: 블랙 옵스 7로 진행될 예정.
7. ↑  카운터-스트라이크: 글로벌 오펜시브로 진행.
8. 1 2 3 4  카운터-스트라이크 2로 진행.
9. 1 2 3  리야드 마스터즈로 알려짐.
10. ↑  FIFA 23로 진행, FIFAe 월드컵, 클럽 월드컵 및 네이션스컵을 통해.
11. ↑  EA 스포츠 FC 24로 진행.
12. ↑  EA 스포츠 FC 프로 월드 챔피언십으로 EA 스포츠 FC 25로 진행될 예정.
13. ↑  ESL 피처링 포트나이트 UEFN 모드로 진행.
14. ↑  가레나 프리 파이어로.
15. ↑  취소됨. 2025년 GeoGuessr 월드컵의 라스트 찬스 와일드카드 토너먼트로 예정되었음.
16. ↑  왕자영요 인비테이셔널 미드시즌으로 개최.
17. ↑  왕자영요 월드컵으로 개최될 예정.
18. 1 2  클럽 챔피언십에 포함되지 않는 사이드 토너먼트.
19. ↑  오버워치 챔피언스 시리즈 미드시즌 쇼다운으로 개최될 예정.
20. ↑  PUBG 글로벌 시리즈 2로 개최.
21. 1 2  PUBG 모바일 월드 인비테이셔널로 개최.
22. 1 2  PUBG 모바일 월드컵으로 개최.
23. ↑  레인보우 식스 시즈 X로.
24. ↑  e스포츠 월드컵의 전략적 팀 전투는 개별 플레이어 대신 4인 팀에 초점을 맞추며, 각 경기에는 두 팀이 참가하고 각 플레이어는 로비 위치에 따라 팀에 포인트를 획득한다.
25. ↑  국가대표 토너먼트인 네이션스 컵을 통해 철권 7로 진행.
26. 1 2  철권 8로 진행.
27. ↑  X.com 사용자 @RhinozzCode는 해당 지도가 GeoGuessr의 경쟁 서클에 있었음을 확인했다.[44]